# 邱達昌
邱達昌，SBS（1954年5月30日—），生於香港，祖籍浙江宁波，远东发展集团、帝盛酒店集團、馬來西亞置地有限公司主席，以及有線寬頻通訊有限公司（非執行）副主席，前麗的電視及亞洲電視董事局成員，在香港、澳门、中國大陸及馬來西亞等多地经营商業。“戏院大王”邱德根次子。

## 背景
邱達昌早年其父邱德根在香港建造荔園，中学时期邱達昌就在荔園擔任暑期工作。他在1966年至1970年間就讀英國 Embley Park School。至1970年，16岁从父命孤身在印度尼西亞辦理遊樂場，因而延迟一学期才修讀大学。該項在印度尼西亞的游乐场工程仅5个月就圆满完成，显示了其管理天赋。后來，邱達昌轉赴日本留学，於1975年毕业于上智大学工商管理學及經濟学理學士雙學位（1971年起修讀）。大学毕业后26岁的邱達昌步入香港證券界，有「老虎仔」之称。隨著邱德根在1982年入股麗的電視（後來易名為亞洲電視）並成為董事局主席，邱達昌和其弟邱達成和兄長邱達生也進入董事局一段時間。
邱達昌36岁时，和妻子移居馬來西亞开拓商业，创立Malaysia Land Holdings（馬來西亞置地），经營地产業務。10年後，成为马来西亚房地产巨賈，其公司成為马来西亚四大发展商之一。在马来西亚每百间出售的公寓，平均約27间為邱達昌旗下公司经营，而馬來西亞置地年建3,000單位，年營業額高達30至40億。1998年，邱達昌步入中国上海经营房产项目。至2003年，重回香港，又入澳门经营。
2015年4月21日，邱達昌以「亞洲電視之父邱德根之子」名義發放新聞稿，表示邱德根家族參與娛樂及媒體行業逾半世紀，其父邱德根掌管亞洲電視期間，是唯一一位將財政轉虧為盈的投資者，成為一代電視傳奇。至近年新興媒體的出現令到傳統免費電視節目的觀眾流失，特別是年青一輩，認為免費電視業發展需要變化及更新，因此，將會建立新電視台，提供適合不同年齡組別觀眾的資訊及娛樂節目，重建香港市民觀賞免費電視的興趣，希望永升成為一個香港人愛戴及世界級的電視台。
同月22日，邱達昌接受《東方日報》訪問時透露，申請免費電視牌照的計劃達9個月。他認為，香港娛樂界的人才很多，是一個發展媒體的好地方，甚至可以成為亞洲的媒體基地。被問及為何不選擇入主其父生前經營過的亞洲電視，反而申請新的免費電視牌照，他不諱言考慮過，「但是亞洲電視的情況，都不用我說，（亞洲電視）每日都有不同的新聞，我相信全香港市民都看到（亞洲電視的公司情況）比較複雜，我們公司以及幾位有誠意去發展電視業務的香港人都認為自組新公司更簡單。」
2017年，九龍倉旗下的有線寬頻因連年虧損而放售，九倉電訊成功被收購，但電視業務卻被「打回頭」。九龍倉表明在資金承擔期滿後會停止對有線電視的投資，即是有線電視會快將倒閉。邱達昌等人後來以正在申請免費電視牌照的永升亞洲來注資有線電視，永升亞洲在收購完成後會撤回免費電視牌照申請。
2020年11月24日，邱達昌確診2019冠狀病毒病（但沒有病徵），為2019冠狀病毒病香港疫情中第5755宗個案，亦是疫情第四波「歌舞群組」的患者之一，經治療後於同年12月6日痊癒。至於其妻子吳惠平，亦於一日前因出席與「歌舞群組」相關的活動而確診。

## 家庭
邱達昌在1979年9月與吳氏於香港結婚，婚後育有3女2子。
- 長女邱詠筠: 為香港酒店业的企业家。
- 次女邱詠賢（Wendy）: 嫁許清池[6]（Tommy，恒安国际創辦人许连捷三子），2010年結婚[7]
- 三女邱詠麒（又名邱詠禧，Josephine[8]）
- 幼子邱华玮（Andrew[9]）: 娶赵式明（Sabrina[9]，华光海運創辦人赵从衍孫女，华光海运副主席），2010年結婚[10]
  - 一子，2015年生[9]

## 馬主生涯
邱達昌、邱華瑋、邱詠麒一家三口是香港賽馬會會員，由2016-2017馬季開始成為馬主，先後擁有名下馬匹「帝勝之星」、「太平風」、「健康之星」。

## 荣誉
- 1997年，获得马来西亚拿督[11]
- 2005年，获颁丹斯里拿督[11]